# Onthobium cookii
Onthobium cookii là một loài bọ cánh cứng trong họ Bọ hung (Scarabaeidae).